# Gumsören
Gumsören är en ö i Åland (Finland). Den ligger i Skärgårdshavet och i kommunen Brändö i landskapet Åland, i den sydvästra delen av landet. Ön ligger omkring 61 kilometer nordöst om Mariehamn och omkring 230 kilometer väster om Helsingfors.
Öns area är 4,1 hektar och dess största längd är 340 meter i sydöst-nordvästlig riktning.